# Трансакционные издержки
Трансакцио́нные изде́ржки (англ. transaction cost) — затраты, возникающие в связи с заключением контрактов (в том числе с использованием рыночных механизмов); издержки, сопровождающие взаимоотношения экономических агентов.
Выделяют следующие виды трансакционных издержек:
- издержки сбора и обработки информации,
- издержки проведения переговоров и принятия решений,
- издержки контроля,
- издержки юридической защиты выполнения контракта[1].

Трансакционные издержки являются следствием сложности окружающего мира и ограниченной рациональности экономических субъектов и зависят от того, в какой координационной системе проводятся экономические операции. Слишком высокие трансакционные издержки могут помешать осуществлению экономического действия. Социальные, государственные и экономические институты (например, биржа) позволяют снизить эти издержки при помощи формальных правил и неформальных норм. Последние составляют деловую культуру.
Трансакционные издержки являются одним из центральных понятий новой институциональной экономики.

## История
Началом экономической теории трансакционных издержек послужила опубликованная в 1937 году работа Рональда Коуза «Природа фирмы», за которую он был в 1991 году награждён премией по экономике памяти Альфреда Нобеля. В этой статье автор, ссылаясь на трансакционные издержки, приходит к выводу о необходимости существования предприятий как внерыночной формы проведения трансакций.
Следующими важными теоретическими публикациями послужили работы Кеннета Эрроу 1969 года в частности о трансакции и трансакционных издержках. И наконец в 1985 году Оливер Уильямсон представил научную статью, содержащую подробное обобщающее описание теории трансакционных издержек.
Наряду с экономическим контекстом также были предприняты попытки использования теории трансакционных издержек в политике, хотя предмет обмена и не совсем очевиден. Так в процессе выбора происходит обмен голоса избирателя на предвыборные обещания одного из кандидатов, что связано с трансакционными издержками сбора информации.

## Основные тезисы
Трансакцией называется любая передача или переполучение права распоряжения имуществом или услугой в процессе обмена между двумя и более участниками договора. Движущей силой подобных процессов в рамках экономической теории выступает, в первую очередь, эффективность, направленная на бережливое использование ограниченных ресурсов. Ограниченными в данном случае могут быть не только производственные факторы, но и средства на организацию и проведение обмена. Трансакция считается эффективной, если выбранная участниками форма договора приводит к наименьшей сумме производственных и трансакционных издержек.
Уильямсон делит трансакционные издержки на следующие категории:
- предполагаемые (ex-ante) издержки: расходы на сбор информации, переговоры, связанные с подписанием договора и другие издержки, возникающие до принятия договора;
- фактические (ex-post) издержки: расходы на контроль или достижение выполнения обязательств, возникающие после соглашения.

Теория трансакционных издержек (англ. transaction cost theory) считается составной частью новой институциональной экономики и представляет собой теорию организации предприятий, объектом изучения которой служит многосторонний договор как форма организации.
Задачей теории трансакционных издержек является объяснение проблем эффективности тех или иных экономических операций в определённых институциональных рамках, то есть способность различных организационных форм в результативном планировании и осуществлении экономических целей. В основе данной теории находится предположение, что любое действие в экономическом контексте в первую очередь связано с затратами.
Теория трансакционных издержек противоречит предпосылкам «идеального рынка», выделяя роль организационных форм. Она даёт объяснение взаимодействия (совместных) предприятий и рынка, таким образом помогая при выборе вида сотрудничества и формы организации. С другой стороны существуют сложности в уточнении операционных издержек, что может затруднить возможность конкретных решений.

## Детерминанты трансакционных издержек
Решающими факторами трансакционных издержек являются:
- Специфичность связанных с трансакцией инвестиций (факторная специфика): описывает в рамках трансакции проводимые капиталовложения в производственные мощности и достижение требуемой квалификации.
- Риск: содержит в себе неопределённость параметров внешней среды и неуверенность в поведении участников договора, основанную на возможном оппортунизме.
- Частотность: учитывает возможность дегрессии издержек с повышением частоты идентичных трансакций как эффект массовости производства или синергии.

Оценка поведения участников трансакции противоречит предпосылкам идеального рынка и основывается на следующих принципах:
- Ограниченная рациональность[2] обусловлена суженным восприятием и неполнотой информации задействованных сторон.
- Оппортунизм в поведении, движущей силой которого является достижение максимальной личной выгоды прибегая к хитрости и коварству.
- Нейтральное отношение к риску используется в целях упрощения.

В качестве средств социального контроля во избежание оппортунизма можно рассматривать:
- Доверие как средство повышения эффективности, понижения расходов на контроль, более быстрого достижения соглашения и взаимопонимания в оценке риска[3].
- Культура в качестве рамок, определяющих общие ценности, понятия и цели как фактор, влияющий на решение проблем координации. С ними связаны процесс вступления в контакт и согласование: при более длительном партнёрстве в условиях монокультуры вероятно повышение трансакционных издержек в результате зависимости, злоупотребления доверием и оппортунизма, подрывающие эффективность.
- Репутация служит специфическим капиталом, сохранение которого затрудняется возможностями оппортунизма. Хорошая репутация понижает стимул к оппортунизму и таким образом расходы на сбор информации и ведение переговоров.

К видам договоренностей, обуславливающим институционные формы организации, О. Уильямсон относит:
- Классический договор — осуществление сделки с помощью рынка. Типичным примером подобной трансакции является договор купли-продажи обычного продукта со следующими особенностями:
  - условия заранее определены и установлены,
  - стороны не рассчитывают на изменение договора после его заключения,
  - договор имеет краткосрочный характер;
- Неоклассический договор — осуществление сделки с помощью долгосрочного договора. К примерам таких договоров относятся совместные предприятия и франчайзинг. Особенности:
  - сложность учёта исключительно всех нюансов предполагаемого договора. Предпосылки возможности изменения и вид корректуры в таком случае зафиксированы договором, например, в виде гарантийных или страховых условий,
  - нацеленность на длительную совместную работу;
- Связывающие отношения — договор в рамках организационной структуры. Подобные отношения определяются сложными социальными связями его участников, требующие совместных решений, согласования и развития. Примерами таких трансакций служат процессы внутри предприятий.

## Основные выводы
Обмен товаров и сервисных услуг, связанный с ограниченным риском и низкими специфичными инвестициями производится в рамках рынка: условия жёсткой конкуренции и её интенсивность ограничивают возможности оппортунизма и его стимуляцию. Не приводящая к большим затратам возможность корректировки договора после его заключения допускает автономные действия участников контракта и поиск альтернатив.

Трансакционные издержки и эффективность

С возрастающей обоюдной зависимостью участвующих сторон в виде особых трансакционных инвестиций в качестве, например, производственных мощностей, увеличится заинтересованность в нарушении договорённостей за счёт зависимого партнёра с целью присвоения ренты. В таких условиях наиболее эффективными являются гибридные формы договора с характерными обязательствами по обмену информации и санкциями в случае невыполнения условий договора с целью избежания оппортунизма и возможных затрат на заключение дополнительных соглашений.
Производство работ в рамках организации оправдано наименьшими трансакционными издержками при условиях высокого риска и больших инвестиций. Затраты на поиск информации, обсуждение и заключения договора в данном случае не возникают, а изменения и дополнения могут быть сильно упрощены. С помощью механизмов управления и контроля, свойственными организациям, возможно частичное или полное избежание вероятности оппортунизма.
График «Трансакционные издержки и эффективность» показывает зависимость трансакционных издержек от специфичных инвестиций и риска. Так, к примеру, трансакции с высоким риском по мнению Уильямсона выгоднее проводить в условиях иерархических структур, в то время как менее рискованные операции могут быть эффективно проведены в рыночных условиях.
Вклад Рональда Коуза заключался в том, чтобы подчеркнуть эти различные препятствия на пути идеального использования системы цен. « Основной причиной, по которой начать бизнес выгодно, может быть дороговизна использования ценового механизма. Наиболее очевидная стоимость «организации» производства с помощью ценового механизма — это открытие основных цен. Эту стоимость можно уменьшить, но не устранить, за счет появления специализированных субъектов, которые продают эту информацию. » (Характер фирмы, стр. 390).
Этот отрывок цитируется Стивеном Чунгом в книге «Контрактный характер фирмы», 1983, стр. 6. Коуз добавляет в примечании, что « предположение, что все люди знают все основные цены, явно неверно в реальном мире ».
В статье Коуза проблема неопределенности (Фрэнк Найт) доминирует над проблемой определения существенных или естественных цен (Адам Смит). Гипотетическая пограничная ситуация, в которой все цены являются «релевантными» или «существенными» («релевантные цены») и, следовательно, трансакционными издержками можно пренебречь, представляет собой ситуацию независимых производителей и покупателей, хорошо знающих ценность и, следовательно, издержки продукта. . Это тот, который описан Ченгом из ситуации, заимствованной у Смита, в которой все обмены являются строго коммерческими: «Рассмотрите классический пример «булавочной фабрики», в которой каждый владелец «набора ресурсов специализируется на работе». на одной задаче. Если бы все транзакционные издержки были равны нулю, покупатель булавки произвел бы отдельный платеж каждому из многих участников ее производства». (Договорная природа фирмы, стр. 4). Трансакционные издержки — это разница между фиктивной ценой бесконечно малой производительной услуги, «основной ценой» (действительная цена которой может быть представлена чаевыми) и фактической ценой товара. Чем более техническим он будет, тем выше будет стоимость транзакции. Следовательно, режим низких транзакционных издержек является «низкотехнологичным» (ср. П. Биуи), который не подразумевает низкий уровень богатства («низкий уровень жизни»): «Если бы не было затрат на измерение и ценообразование производительности [Если бы если бы не было затрат на измерение и ценообразование эффективности], не было бы бизнеса, а ценность коллективных продуктов [социальных результатов] была бы максимальной. (Чунг, 1983). Разница между двумя ценами — это «общественные издержки» организации производства или «добавленная» им стоимость (в смысле «mehrwert»), которые являются приближенными значениями («прокси-стоимость») основных цен. («соответствующие цены»): «все организационные издержки являются транзакционными издержками, и наоборот. С. Н. С. Чеунг, «Экономическая организация и транзакционные издержки», The New Palgrave, 1987, с. 56. Привязанность, часто патологическая, к сотрудничеству, к организациям, к исключительному владению товарами и, возможно, к комфорту... являются основными трансакционными издержками (ср. «фетишизм»).

## Преимущества и недостатки теории
- Теория трансакционных издержек помогает объяснить причины возникновения организаций и приводит доводы эффективного проведения того или иного вида трансакций более в соответственных институциональных рамках.
- Она даёт возможность анализа межорганизационных форм проведения операций, что подтверждается также эмпирическими исследованиями (Shelanski/Klein 1995).
- Ограниченное количество высказываний о внешних факторах как распределение влияние сторон договора. Также отсутствует связанность между трансакциями.
- Описание институциональных рамок представляет собой довольно простой концепт с ограниченным количеством альтернатив.
- Гипотеза оппортунизма не совсем оправдана, так как трансакции и их участники находятся в определенных социальных связях, не учтённых данной теорией.